# 2-я Симбирская мужская гимназия
2-я Симбирская мужская гимназия — классическая гимназия Российской империи, открытая в Симбирске в 1903 году. С 1969 года — здание бывшей гимназии, памятник градостроительства и архитектуры (записано: «Здание, где в 1919 году размещался военный госпиталь № 1107 и где 10 мая 1919 г. перед ранеными выступал М. И. Калинин»).
 Объект культурного наследия народов РФ регионального значения. Рег. № 731610643280005 (ЕГРОКН). Объект № 7300042000 (БД Викигида)

## История
25 мая 1899 г. был принят Закон об открытии в городах России пансионов-приютов для детей потомственных дворян. 20 декабря симбирское дворянство на чрезвычайном собрании составило на имя императора Николая II «всеподданнейший адрес» с ходатайством разрешить построить в Симбирске здание пансиона и выделить на это средства. В 1900 году была образована строительная комиссия под председательством губернского предводителя дворянства В. Н. Поливанова. Земельный участок под здание отвели в самом центре города.
Торжественная закладка здания пансиона состоялась 6 мая 1902 г., в день рождения императора Николая II. Основной объём строительных работ был завершён осенью 1902 года. Помимо главного здания на усадьбе построили больницу, электростанцию, несколько хозяйственных служб. Здание дворянского пансиона было выполнено в характерных для начала XX века эклектических формах с заимствованием элементов классицизма. Проект был составлен с учётом расположенных рядом уже существующих «классических» зданий Дворянского собрания, присутственных мест и Губернаторского дома.
Торжественное открытие дворянского пансиона-приюта в Симбирске состоялось 16 декабря 1903 г. Новый учебный корпус был рассчитан в среднем на 60 воспитанников. На тот период это было одно из самых крупных учебных заведений города. 29 января 1904 г. император Николай II удовлетворил ходатайство симбирского дворянства о присвоении пансиону-приюту своего имени.
В 1907 году одноэтажный объём с северо-западной стороны здания был надстроен вторым этажом.
В 1909 году было решено возбудить ходатайство об открытии в здании пансиона-приюта всесословной мужской гимназии, 4 мая 1911 г. последовало распоряжение Министерства народного просвещения об открытии «Второй Симбирской мужской гимназии с дворянским пансионом-приютом имени императора Николая II». Торжественное открытие гимназии состоялось 8 сентября. Симбирская вторая мужская гимназия получила статус «классической».
В 1913 году гимназическое здание расширилось — с северо-восточной стороны появилась двухэтажная пристройка. Двумя годами позже площади учебного заведения увеличились за счёт выделенных трёх больших комнат в соседнем здании Дворянского собрания, которые до этого занимал архив Карамзинской библиотеки.
14 (1) сентября 1913 года, у южного торца здания, был открыт памятник-бюст Петру Столыпину, на торжественном открытии присутствовали брат, вдова и дети П. А. Столыпина. В марте 1917 года бюст был сброшен с пьедестала и утрачен. На сохранившемся пьедестале в 1948 году был установлен бюст И. А. Гончарова.
В 1915 году Карамзинскую библиотеку перевели в построенный Дом-памятник Гончарову, а в бывших её комнатах разместилась гимназия.
В феврале 1917 года, согласно завещанию Цветкова Ивана Евменьевича, в Симбирских 1-й и 2-й гимназиях учреждалась стипендия его имени на проценты с капитала 190 тысяч рублей из расчёта 5 %. Стипендия делилась пропорционально по числу учеников обеих мужских гимназий.
Летом 1917 года четыре классных кабинета были отданы эвакуированному в Симбирск Петроградскому женскому институту, в октябре в здании открылся Народный университет.
В ноябре 1918 года вторая мужская гимназия была переименована в 8-ю советскую школу I и II ступени.
Во время гражданской войны в здании размещался военный госпиталь № 1107, сюда на встречу к раненым красноармейцам приезжал М. И. Калинин.
В 1920-х годах здесь была 3-я советская школа (ныне Мариинская гимназия), политехнические курсы (ныне Ульяновский колледж градостроительства и права) и библиотека.
В 1932 году бывшую гимназию отдали педагогическому институту.

## Современность
Внешний вид здания сохранился без особых изменений с момента его последней перестройки 1913 года, утрачено лишь парапетное ограждение на крыше.
Ныне в здание располагается факультет иностранных языков Ульяновский государственный педагогический университет имени И. Н. Ульянова.
Решением Исполкома Ульяновского областного Совета депутатов трудящихся «О дополнительном списке памятников истории и культуры г. Ульяновска, подлежащих охране как памятники государственного и местного значения» № 836/22 от 17 октября 1969 г. бывшее здание 2-й гимназии (записано: «Здание, где в 1919 году размещался военный госпиталь № 1107 и где 10 мая 1919 г. перед ранеными выступал М. И. Калинин»), признано памятником градостроительства и архитектуры.

## Директор
- с 13 августа 1911 г. гимназией руководил Иван Александрович Иванов[11][12].

## Выпускники
- Рязанов Александр Всеволодович
- Варламов Александр Владимирович